# Pouteria austin-smithii
Pouteria austin-smithii é um espécie de planta na família Sapotaceae. É encontrada na Costa Rica.